# يهودية هلنستية

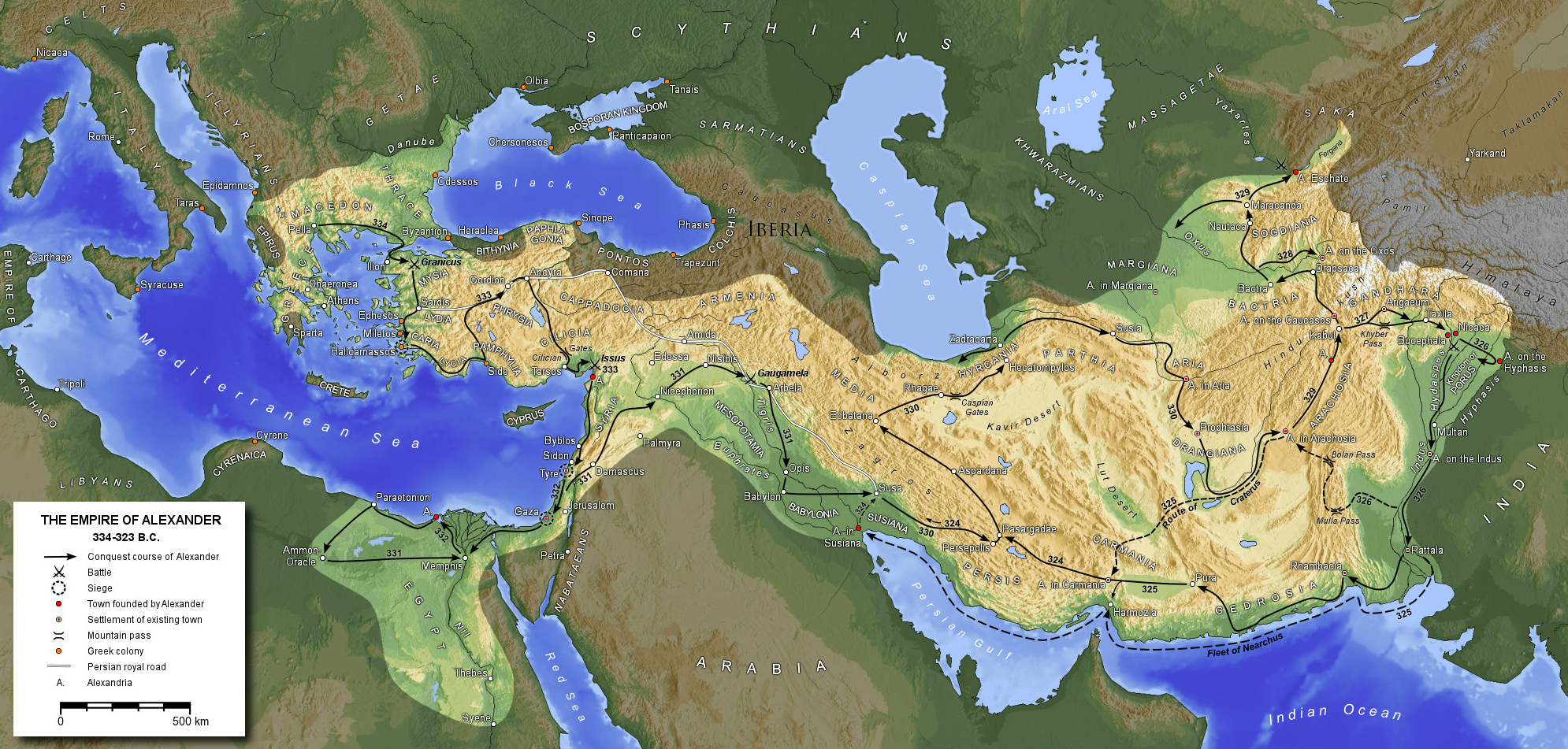

الهلنستية اليهودية (بالإنجليزية: Hellenistic Judaism)‏ هي حركة تأسست في الدسبورا اليهودية لمحاولة خلق طائفة يهودية ضمن اللغة والحضارة الهلنستية. كان الإنجاز الأكبر لهذه الحركة هو ترجمة الكتاب المقدس للغة اليونانية الذي بدأ في القرن الثالث قبل الميلاد في الإسكندرية. انحصار هذه الحركة في القرن الثاني بعد الميلاد غير مفهوم الأسباب لحد الآن، أحد النظريات هي إستبدالها بالديانة المسيحية.

### قرأت أخرى
- Jüdische Schriften aus hellenistisch römischer Zeit, hrsg. von W.G. Kümmel und H. Lichtenberger, Gütersloh 1973ff.
- Gerhard Delling: Die Begegnung zwischen Hellenismus und Judentum, in: Aufstieg und Niedergang der römischen Welt, Bd. II 20.1 (1987).